# جروتوله‌لا
جروتوله‌لا (به ایتالیایی: Grottolella) یک کومونه در ایتالیا است که در استان آولینو واقع شده‌است.

## خصوصیات
جروتوله‌لا ۷٫۱۲ کیلومترمربع مساحت و ۲٬۰۰۷ نفر جمعیت دارد و ۵۶۵ متر بالاتر از سطح دریا واقع شده‌است.